# Хаві Маркес
Хаві Маркес (ісп. Javi Márquez, нар. 11 травня 1986, Барселона) — іспанський футболіст, центральний півзахисник.

## Клубна кар'єра
Вихованець футбольної школи клубу «Еспаньйол». Дорослу футбольну кар'єру розпочав 2009 року в основній команді того ж клубу, кольори якої захищав до 2012 року.

## Виступи за збірну
2010 року дебютував у складі невизнаної ФІФА збірної Каталонії. Провів у формі цієї команди дві гри.